# Екзекуцията на Мария, кралицата на Шотландия
„Екзекуцията на Мария, кралицата на Шотландия“ (на английски: The Execution of Mary, Queen of Scots) е американски късометражен исторически ням филм от 1895 година на режисьора Алфред Кларк с участието на Робърт Томас. Филмът е продуциран от Томас Едисън и е заснет в неговите лаборатории в Ню Джърси.

## Сюжет
Филмът илюстрира известният исторически епизод с екзекуцията на Мария Стюарт по заповед на английската кралица Елизабет I. Сюжета се свежда до само няколко движения. Мария е доведена до мястото за екзекуции, отстрани стоят стражи и дворяни. Полагат главата и на пъна, палачът замахва със секирата и я отсича, след което повдига и показва отрязаната глава.

## В ролите
- Робърт Томас като Мария Стюарт

## Продукция
Снимките на филма протичат през август 1895 година. Заснемането става на един общ план, въпреки че е използван стоп-кадър. Преди палача да нанесе удара с брадвата си, камерата е спряна и актьора Робърт Томас е заменен с манекен на когото е отрязана главата след повторното пускане на камерата. Това е един от най-ранните примери за съзнателно използване на стоп-кадър и монтаж при заснемането на един епизод. Филмът се счита за един от първите в историята на кинематографията, в който са използвани професионални актьори. Той е предизвикал толкова силно впечатление в зрителите, че някои от тях са смятали, че при заснемането му действително е била обезглавена жена.